# Skallefjorden
Skallefjorden er en lille fjord lige syd for  Lillesand  i Agder fylke i Norge.  Den ligger i den østlige del af Blindleia, vest for Skauerøya og nordøst for Justøya. Fjorden har to indløb, Asperøysund og Dyttesund, som ligger på hver sin side af Asperøya. Fjorden går 2 kilometer modnordvest ind til Sangereidkilen, lige sydvest for Lillesand. Ved Grønnaviga går Blindleia videre mod sydvest på nordvestsiden af Justøya.